# Jakub Soukup
Jakub Soukup (* 3. září 1994 Most) je český lední hokejista hrající na postu brankáře.

## Život
S ledním hokejem začínal v Litvínově. Klub jej vychovával i v mládežnickém věku a během sezóny 2012/2013 jej, ještě coby juniora, na dva zápasy uvolnil na hostování do mužského týmu bílinských Draků. V dalších ročníku (2013/2014) sice stále nastupoval za litvínovské juniory a objevil se i v kádru mužů tohoto 
týmu, nicméně do soutěžního utkání tehdy nezasáhl. Navíc na čtyři zápasy hostoval v bílinském klubu.
Soutěžní zápasy za litvínovské muže odehrál až v ročníku 2014/2015 a ve své premiéře se představil na ledě třineckých Ocelářů (1:4). K dalším utkáním nastupoval v rámci hostování za HC Most. V sezóně se litvínovští hokejisté probojovali do playoff, během něhož se již ale Soukup do branky nedostal. Protože však Litvínov celou soutěž vyhrál, je tak Soukup držitelem mistrovského titulu. Následující dva ročníky (2015/2016 a 2016/2017) strávil na hostování v Ústí nad Labem. Na hostování tam byl zapůjčen i během ročníku 2017/2018, během nějž navíc ke třem utkáním nastoupil za mateřský Litvínov.
Během roku 2018 se ale Soukup rozhodl změnit své působiště, kde hostoval, a z Ústí hrající druhou nejvyšší soutěž v České republice odešel do Vrchlabí, které sice hrálo ještě o úroveň nižší soutěž, nicméně netajilo se postupovými ambicemi o úroveň výš. Od té doby za podkrkonošský klub pravidelně nastupuje, byť stále patří Litvínovu. Jen v sezóně 2019/2020 na šest utkání vypomáhal celku z Ústí nad Labem.